# كأس رابطة الأندية الإنجليزية المحترفة 1978–79
كأس رابطة الأندية الإنجليزية المحترفة 1978–79 (بالإنجليزية: 1978–79 Football League Cup)‏ هو موسم من كأس رابطة الأندية الإنجليزية المحترفة. كان عدد الأندية المشاركة فيه 92، وفاز فيه نوتينغهام فورست.